# Eiichi Katayama
Eiichi Katayama (片山 瑛一 Katayama Eiichi?,  Kawagoe, Saitama, 30 de noviembre de 1991) es un futbolista japonés. Juega de delantero o defensa y su equipo es el Kashiwa Reysol de la J1 League de Japón.

## Trayectoria

### Clubes
| Club            | País  | Año       |
| --------------- | ----- | --------- |
| Fagiano Okayama | Japón | 2014-2017 |
| Cerezo Osaka    | Japón | 2018-2020 |
| Shimizu S-Pulse | Japón | 2021-2022 |
| Kashiwa Reysol  | Japón | 2023-     |

## Estadísticas

### Clubes
Actualizado al 23 de febrero de 2018.
| Rendimiento de club | Rendimiento de club | Rendimiento de club | Liga     | Liga  | Copa               | Copa               | Otro     | Otro  | Total    | Total |
| Año                 | Club                | Liga                | Partidos | Goles | Partidos           | Goles              | Partidos | Goles | Partidos | Goles |
| Japón               | Japón               | Japón               | Liga     | Liga  | Copa del Emperador | Copa del Emperador | Otro     | Otro  | Total    | Total |
| ------------------- | ------------------- | ------------------- | -------- | ----- | ------------------ | ------------------ | -------- | ----- | -------- | ----- |
| 2014                | Fagiano Okayama     | J2 League           | 35       | 6     | 1                  | 0                  | –        | –     | 36       | 6     |
| 2015                | Fagiano Okayama     | J2 League           | 40       | 5     | 1                  | 1                  | –        | –     | 41       | 6     |
| 2016                | Fagiano Okayama     | J2 League           | 39       | 3     | 3                  | 0                  | 2        | 0     | 44       | 3     |
| 2017                | Fagiano Okayama     | J2 League           | 32       | 1     | 1                  | 0                  | –        | –     | 33       | 1     |
| 2018                | Cerezo Osaka        | J1 League           |          |       |                    |                    |          |       |          |       |
| Total de carrera    | Total de carrera    | Total de carrera    | 146      | 15    | 6                  | 1                  | 2        | 0     | 154      | 16    |

## Palmarés

### Títulos nacionales
| Título             | Club         | País  | Año  |
| ------------------ | ------------ | ----- | ---- |
| Supercopa de Japón | Cerezo Osaka | Japón | 2018 |